# Kronenbrotwerke

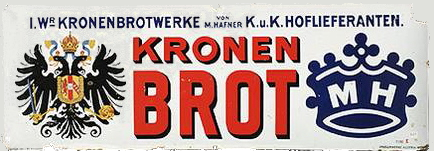
Alte Reklametafel und Logo von Kronenbrot vor 1918

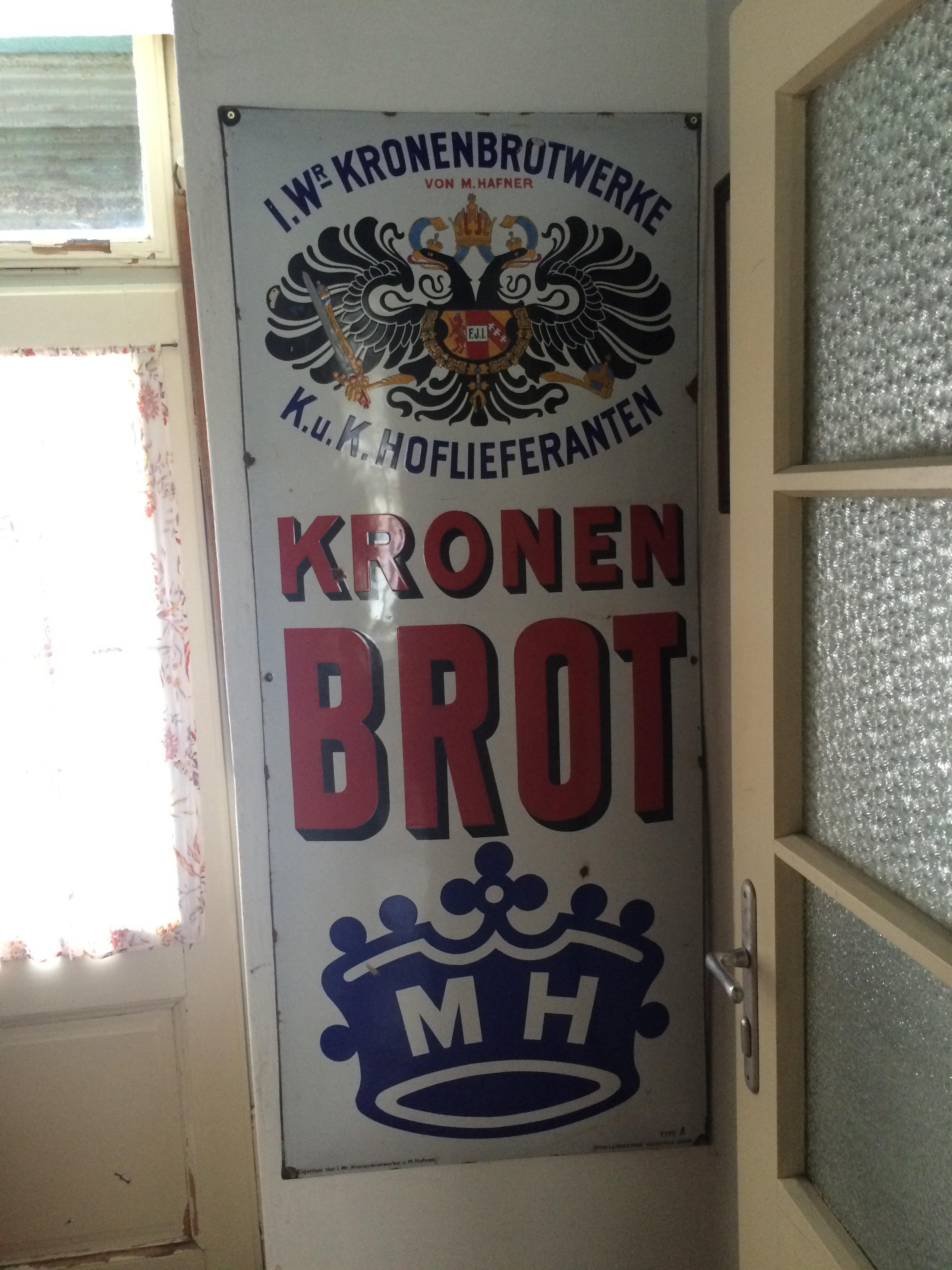
Emailleschild „Kronenbrotwerke“ im Dorfmuseum Mönchhof (2015)

Die Kronenbrotwerke waren eine bedeutende Wiener Brotfabrik, die sich im 10. Wiener Gemeindebezirk Favoriten befand.

## Geschichte
Die Ersten Wiener Kronenbrotwerke wurden im Jahre 1880 von Moritz Hafner gegründet. Die kleine Schwarz- und Weißbäckerei entwickelte sich rasch zu einer bedeutenden Brotfabrik. Die Waren des Unternehmens waren zu einem günstigen Preis bei den meisten Kaufleuten und Gemischtwarenhändlern sowie in den zehn (Stand: Mai 1906) eigenen Filialen der Kronenbrotwerke zu erwerben. In den Jahren 1905/06 erfolgte ein größerer Zubau. Die Eröffnung weiterer Zu- und Umbauten, die zu einer deutlichen Vergrößerung des Unternehmens führten, erfolgte im Jahr 1908. In den Zeitungen der damaligen Zeit wurde oftmals über die prunkvolle und luxuriöse Ausstattung und Bauweise des Unternehmens, für die mitunter der Architekt Emmerich Richter verantwortlich war, berichtet. Da es bereits zu dieser Zeit oftmals vorkam, dass Brot als originales „Kronenbrot“ verkauft wurde, obwohl es gar nicht aus den Kronenbrotwerken stammte, verwiesen die Kronenbrotwerke in ihren Ausschreibungen in den österreichischen Medien stets darauf, dass der Kunde kontrollieren müsse, ob an der Unterseite des Brotes das Firmenlogo eingeprägt sei.
Kurz nach der Eröffnung der erweiterten Werke im Jahr 1908 wurde das sogenannte Kronenbrot an sämtliche Ärzte der Stadt Wien versandt, die daraufhin ärztliche Gutachten über das Brot erstellten, die dann in den Tageszeitungen abgedruckt wurden. Nachdem dies in sämtlichen Zeitungen abgedruckt und auch in den Filialen des Unternehmens ausgehängt worden war, kam es zu einer Klage von 17 der 49 namentlich angeführten Ärzte gegen das Unternehmen. Die Initiative zu den Attesten war von beiden Ärzten Segel und Donat(h), den Herausgebern der Zeitschrift Medizin für alle gekommen; diese hatten 49 ärztliche Atteste besorgt, für die sie je 45 Kronen erhielten. Nach einer erfolgreichen öffentlichen Besichtigung der Kronenbrotwerke Anfang März 1911, vermeldete das Unternehmen am 25. März 1911 in sämtlichen österreichischen Zeitungen, dass es ab sofort jeden Dienstag und jeden Donnerstag ab 20 Uhr abends die Fabrik für öffentliche Besichtigungen öffnet. Die Besichtigungen waren so gut besucht, dass schon bald darauf täglich (außer am Wochenende) öffentliche Besichtigungen stattfanden. Ebenfalls 1911 setzte das Unternehmen Jeanne d’Arc als Werbeträgerin ein; mit dem Wortlaut „Kronenbrot siegt über alle Brotmarken“.
Für seine Verdienste erhielt der Alleininhaber der Kronenbrotwerke, Moritz Hafner, diverse Auszeichnungen; so wurde ihm unter anderem im Sommer 1911 vom k.k. Obersthofmeisteramt der Titel eines k.u.k. Hoflieferanten verliehen. Nachdem das Unternehmen lange Zeit gelobt und als Vorzeigeunternehmen präsentiert wurde, wurden ab dem Jahr 1912 vermehrt arbeitsrechtliche Probleme innerhalb der Kronenbrotwerke bekannt. Während des Ersten Weltkriegs stellten die Kronenbrotwerke vermehrt Frauen als Zustellerinnen und Ausführerinnen ein. Im Jahr 1917 wurde vielfach von kriminellen Aktivitäten im Umgang mit Kronenbrot berichtet; so wurden Brot von betriebsfremden Personen zu Wucherpreisen in Flüchtlingslagern verkauft. Auch zwei Brotausführer des Unternehmens machten sich strafbar, als sie Brot, für das sie 46 Heller verlangen sollten, zu deutlich überhöhten Preis verkauften.
Nachdem der Verwaltungsrat der Ersten Wiener Walzmühle Vonwiller & Co. AG, an der die Gemeinde Wien zum damaligen Zeitpunkt mit 60 % beteiligt war, bereits im Dezember 1916 einstimmig beschlossen hatte, eine städtische Brotfabrik mit einer Tagesleistung von 200.000 Laiben Brot zu errichten, scheiterte dies in der Folgezeit jedoch am andauernden Ersten Weltkrieg. Im März 1918 wurde bekannt, dass die Kronenbrotwerke in eine Aktiengesellschaft umgewandelt werden und sich die Ersten Wiener Walzmühle Vonwiller & Co. AG in weiterer Folge an der Mehrheit der Aktien des Unternehmens beteiligen werde. Hafner blieb mit den restlichen Anteilen weiter am Unternehmen beteiligt. Somit konnte das angestrebte Projekt der Gemeinde Wien zumindest teilweise verwirklicht werden. Am 30. März 1919 starb Hafner, zu diesem Zeitpunkt Verwaltungsrat in dem von ihm gegründeten Unternehmen, im Alter von 59 Jahren. Im Juni 1924 stellte das Unternehmen ein Gesuch um Baubewilligung eines Werkstättengebäudes in der Siccardsburggasse.
Nachdem es bereits seit längerer Zeit zu Diskussionen betreffend dem Brotpreis gekommen war, vermeldete die Gemeinde Wien im Jänner 1925 nicht an der Preispolitik beteiligt zu sein, da sie lediglich fünf Prozent an der Ankerbrotfabrik sowie 18 % an der Ersten Wiener Walzmühle Vonwiller & Co. AG halte. Weiters vermeldete die Gemeinde, in keiner Weise direkt an der Kronenbrotwerken beteiligt zu sein. Der Streit um die Brotpreise ging sogar so weit, dass der Generaldirektor von Ankerbrot, Arthur Fried, aufgrund des Verdachts des Brotwuchers verhaftet wurde. Fried wurde in weiterer Folge sogar zu einer Freiheitsstrafe verurteilt. Die Preispolitik machte in im Weiteren auch den Kronenbrotwerken zu schaffen; diese weigerten sich auch die Preise zu senken. Der Präsident der Kronenbrotwerke und ehemalige Wiener Bürgermeister, Richard Weiskirchner, zog sich im Zuge der Preisdiskussionen aus seinem Amt zurück. Dass die Produktion bei den Kronenbrotwerken zu dieser Zeit bereits stark zurückgegangen war, zeigt eine in den Tageszeitungen veröffentlichte Statistik, laut der der wöchentliche Brotverbrauch in Wien 1 bis 1,1 Millionen Laibe betrage, wovon rund 600.000 von den Ankerbrotwerken, rund 350.000 von den Hammerbrotwerken, rund 50.000 von den Kronenbrotwerken, rund 30.000 von den Austriabrotwerken und etwa 15.000 bis 20.000 Laibe von den Wilhelm-Werken kommen würden. Aus anderen Berichten aus dieser Zeit ging hervor, dass die Hammerbrotwerke und die Kronenbrotwerke gegen die drohende Monopolherrschaft durch Ankerbrot ankämpfe und dass Kronenbrot in der Woche sogar auf rund 100.000 Laibe Brot kommen würde. Andere Zahlen gehen davon aus, dass 900.000 Laibe von Ankerbrot, 350.000 von Hammerbrot und 50.000 von Kronenbrot kommen würden.
Betreffend dem Verdacht des Preiswuchers wurden in weiterer Folge gegen sämtliche Wiener Großbäckereien – somit auch gegen die Kronenbrotwerke – behördliche Verfahren eingeleitet. Ohne Rücksicht auf die polizeilichen Maßnahmen gab die Direktion der Kronenbrotwerke noch Ende Januar 1925 bekannt, den Preis des Brotes, nach der sprunghaften Teuerung des Mehls, weiter erhöhen zu wollen. Durch den Druck der Konkurrenz gab das Unternehmen Mitte Februar 1925 bekannt, den Preis für einen Laib Brot von 8700 Kronen auf 7500 Kronen herunterzusetzen. Kurz nach der Währungsreform 1924/25 investierte das Unternehmen schon wieder in Neubauten und suchte im April 1925 um Baubewilligung für ein Riegelwandgebäude in der Siccardsburggasse an.
Trotz aller Wirren der Nachkriegszeit entwickelte sich das Unternehmen zu einer bedeutenden Brotfabrik und war laut einem Artikel in der Reichspost vom 28. Juni 1925 Mitte der 1920er Jahre eine der größten und bekanntesten Brotfabriksbetriebe in Europa. Die Kronenbrotwerke AG galt zu dieser Zeit noch immer als maschinell modern eingerichtet. Die gesamte Arbeiterschaft erhielt auf Kosten der Firma die Arbeitskleider beigestellt. Duschbäder und eigene Ess- und Ruheräume, sowie ein eigener Werksarzt standen den Arbeitern zur Verfügung. Darüber hinaus besaß das Unternehmen ein eigenes Laboratorium, in dem die Reinheit und Güte der Produkte überprüft wurde. Zusätzlich besaßen die Kronenbrotwerke auch eine Feigenkaffeefabrik und brachten unter der Marke Sonnen-Feigenkaffee ein dementsprechendes Produkt in den Handel. Ein weiterer Ausbau des Unternehmens war zu diesem Zeitpunkt noch geplant. Die Zustellung erfolgte Mitte der 1920er täglich in ganz Wien und Umgebung durch ein eigenes Auto- und Pferdefuhrwerk. Zu ebendieser Zeit beschäftigten die Werke mehrere hundert Arbeiter und Beamte. Mit Sommer 1925 war in Wien auch wieder eine deutliche Preissenkung (auf 400 Kronen bzw. 80 Groschen) bei Brot bemerkbar. Im August 1926 zogen sich der einstige Präsident Richard Weiskirchner, der mittlerweile im Verwaltungsrat fungierte, sowie Rudolf Hießmanseder aus dem Verwaltungsrat der Kronenbrotwerke zurück. Ihnen folgten Viktor Hafner und Arnold Kellner. Im März 1927 erwarb ein Konsortium unter der Führung des Wetzler-Konzerns (ein Wiener Lebensmittelgroßhändler) und der Kronenbrotwerke die gesamten Aktien der Hammerbrotwerke, die sich im Besitz von Siegmund Bosel befunden hatten, von diesem aber bei der Postsparkasse verpfändet worden waren. Die Hammerbrotwerke wurden in weiterer Folge den Wetzlerschen Lebensmittelbetrieben angegliedert.
Vor allem in den 1920er Jahren betrieb das Unternehmen neben Fahrzeugen von Austro-Fiat auch Fahrzeuge von Steyr, wie Fotos von Karl Zapletal in der Allgemeinen Automobil-Zeitung beweisen. Daneben betrieb das Unternehmen bis in die 1930er Jahre auch Pferdefuhrwerke. Im Jahr 1930 wurde eine eigene Werksfußballmannschaft gegründet, die bereits nach ihrem ersten Spiel als eine der stärksten Firmenmannschaften Wiens bezeichnet wurde. Im Zuge der Weltwirtschaftskrise in den frühen 1930er Jahren zog sich Hermann Reif, der Präsident zahlreicher österreichischer Unternehmen, darunter auch der Kronenbrotwerke, war und als einer der reichsten Männer Österreichs galt, im August 1931 aus dem Geschäftsleben zurück. Ende des Jahres 1935 wurde bekannt, dass die zum Schoeller-Konzern gehörenden Erste Wiener Walzmühle Vonwiller und Getreide AG die kompletten 100 Prozent der Aktien der Hammerbrotwerke, die bis dahin im Besitz des Wetzler-Konzerns waren, aufgekauft habe. Da Vonwiller bzw. der nun über dem Unternehmen stehende Schoeller-Konzern damit auch im Besitz des gesamten Aktienkapitals der Kronenbrotwerke war, berichteten die Tageszeitungen über eine Interessengemeinschaft oder eine etwaige Fusion zwischen den Hammerbrotwerken und den Kronenbrotwerken. Zu einer von den Medien kolportierten Fusion kam es in weiterer Folge jedoch nicht. Nachdem das Unternehmen im Frühjahr 1938 in den Tageszeitungen noch mit neuen Produkten geworben hatte, wurde es nach dem Anschluss Österreichs weitestgehend still um die Brotfabrik.
Das Unternehmen dürfte nach dem Anschluss noch zwei Jahre lang in Betrieb gewesen sein und wurde im Sommer 1940 stillgelegt. Im wertvollen Fabriksgebäude gelangte daraufhin eine angeschaffte Knäckebrotanlage zur Aufstellung. Die Hammerbrotwerke waren ebenfalls stillgelegt und der Schwechater Betrieb in weiterer Folge verkauft worden. In Wiener Neustadt wurden dafür das Unternehmen mit dem Namen Wiener Neustädter Hammerbrotfabrik GmbH weitergeführt. 1941 wurde in der Werkszeitung der Hammerbrotwerke noch davon berichtet, dass die Kronenbrotwerke vor einigen Jahren von den Hammerbrotwerken übernommen worden wären. Die Kronenbrotwerke blieben danach noch eine Zeitlang im Handelsregister bestehen; so scheinen sie dort unter anderem noch in einem Zeitungsbericht von 1942 auf. Obgleich der Stilllegung des Unternehmens im Jahr 1940 verzeichnete es im Geschäftsjahr 1941 noch geringe Erträge von 0,07 Millionen Reichsmark. Im August 1943 berichtete das Neue Wiener Tagblatt, dass die Kronenbrotwerke seit 1940 an die Hammerbrotwerke AG verpachtet seien und sie aus Mieten und Pacht 64.622 (62.897) Reichsmark und aus Zinsen 12.569 (11.436) Reichsmark vereinnahmt hätten, was am Ende nach Abzug sämtlicher Verbindlichkeiten einen Gesamtgewinn von 19.226 Reichsmark bedeutete. Noch 1946, also sogar nach dem Zweiten Weltkrieg, schienen Änderungen im Vorstand der Kronenbrotwerke auf. Wann sich das Unternehmen genau aufgelöst hat, geht jedoch nicht hervor.